# BENTO EXPO
『BENTO EXPO』（）は、NHK総合テレビジョンで2019年4月2日から2022年3月31日の間放送されたドキュメンタリー番組。オリジナル版として放送したNHKワールド JAPAN版を基に地上波向けに再編集していた。

## 概要
世界各地から投稿された、工夫が施された様々な「BENTO」（弁当）を紹介する。

## 放送時間
- 毎週火曜日・12:20 - 12:43
  - 再放送 毎週月曜日・4:07 - 4:30 - 2019年4月から2020年9月まで（大相撲期間中は「大相撲・幕内の全取組」放送のため休止）

### 放送中止
- 2020年4月7日 - 国会中継（第201回国会・衆議院議院運営委員会、新型コロナウイルス緊急事態宣言発令の事前説明[1][2][3]）
- 2022年3月1日 - 終了 - ロシア・ウクライナ戦争（「NHKニュース」としての扱い）。同年3月13日 - 終了まで 深夜の時間帯で代替放送が行われた。

## 出演者

### 地上波版
- 仲川希良 — レギュラー。
- ブンシリ — レギュラー。タイ出身の俳優。
- アンナ — 週替わり。ウクライナ出身の俳優。
- クリス — 週替わり。アメリカ出身の俳優。
- ベニ — 週替わり。ガーナ出身の女性ゴスペルシンガー。
- キアラ — 週替わり。イタリア出身の女性和菓子バイヤー。
- オルズグル — 週替わり。ウズベキスタン出身の女性タレント（現・世田谷区議会議員）。

### オリジナル版・BENTOレシピ担当
- マーク・マツモト — 日系アメリカ人の弁当作家。総合テレビでの放映では必ず吹き替えの担当の声優がつく。
- 小川真樹 — 料理研究家。日本人。総合テレビでの放映では英語でしゃべる時に吹き替え担当の声優がしゃべるが、時折、真樹本人が日本語でしゃべる場合がある。BENTOトリップでも時々登場する（この場合は山口県岩国市版のような例外を除き吹き替え担当の声優はつかない。）。